# Адаптација
Адаптација или прилагођавање је навикавање организма средини — околини. Сваки организам јесте у динамичном односу са својом околином тежећи да се одржи у животу. Адаптација је начин на који се организам одржава у животу у промењивим животним околностима.
Адаптација може бити: а) пасивна, где организам мења своја функционална својства сходно променама у животној околини, б) активна, где организам напушта неодговарајућу околину и насељава ону која му одговара, и в) активна, где организам мења околину и прилагођава је својим потребама. У биологији се још разликује: онтогенетска адаптација - прилагођавање јединке, и филогенетска адаптација - прилагођавање врсте кроз еволуцију. У физиологији и психологији под адаптацијом се подразумева способност чула да не реагују на дуготрајне, не прејаке чулне подражаје. Тиме се чулни органи растерећују и ослобађају извесних иритирајућих подражаја из средине. У техници, адаптација означава такву активност којом се техничка средства и техничка средина преуређују како би остварили неку нову функцију или ранију функцију која се временом услед рада пореметила. У друштвеним наукама адаптација се користи у више значења, а најчешће да би се означило прилагођавање понашања субјекта друштвеним стандардима у коју се интегрише. У ергономији су актуелна сва значења појма адаптације.

## Историја
Адаптација је уочљива животна чињеница коју су филозофи и историчари природе прихватили од античких времена, независно од њихових погледа на еволуцију, али њихова објашњења су се разликовала. Емпедокле није веровао да прилагођавање захтева коначни узрок (сврху), али је мислио да је „дошло природно, пошто су такве ствари преживеле“. Аристотел јесте веровао у коначне узроке, али је претпоставио да су врсте фиксне.
У природној теологији прилагођавање је тумачено као дело божанства и као доказ постојања Бога. Вилијам Пејли је веровао да су организми савршено прилагођени животима који су водили, што је аргумент који је засенио Готфрида Вилхелма Лајбница, који је тврдио да је Бог створио „најбољи од свих могућих светова“. Волтерова сатира Др. Панглос је пародија на ову оптимистичку идеју, а Дејвид Хјум је такође био против дизајна. Бриџвотерски трактати су производ природне теологије, иако су неки од аутора успели да представе своје дело на прилично неутралан начин. Серију је исмевао Роберт Нокс, који је имао квазиеволуциона гледишта, као Билгевотерске трактате. Чарлс Дарвин је прекинуо традицију наглашавајући мане и ограничења која су се јављала у животињском и биљном свету.
Жан-Батист Ламарк је предложио тенденцију да организми постану сложенији, померајући се на лествици напретка, плус „утицај околности“, који се обично изражава као „употреба и неупотреба”. Овај други, помоћни елемент његове теорије је оно што се данас назива ламаркизам, протоеволуциона хипотеза о наслеђивању стечених карактеристика, намењена да објасни адаптације природним средствима.
Други историчари природе, као што је Буфон, прихватили су адаптацију, а неки су такође прихватили еволуцију, не изневши своје мишљење о механизму. Ово илуструје стварну заслугу Дарвина и Алфреда Расела Воласа, и секундарних личности као што је Хенри Волтер Бејтс, за изношење механизма чији се значај раније само назирао. Један век касније, експерименталне теренске студије и експерименти у узгоју које су спровели научници као што су Е. Б. Форд и Теодосије Добжански дали су доказе да природна селекција није била само 'мотор' иза адаптације, већ је била много јача сила него што се раније мислило.